# Duvalius javorensis
Duvalius javorensis – gatunek chrząszcza z rodziny biegaczowatych i podrodziny Trechinae. Endemit Serbii.

## Taksonomia
Gatunek ten został opisany po raz pierwszy w 2003 roku przez Srećkę Ćurčicia, Milojego Brajkovicia i Božidara Ćurčicia na łamach „Archives of Biological Sciences” pod nazwą Javorella javorensis. Jako lokalizację typową wskazano jaskinię Pećina pod Kapilijama w górze Javor we wsi Trudovo na południowym zachodzie Serbii. Epitet gatunkowy pochodzi od tejże lokalizacji. W 2013 roku Roman Lohaj, Dávid Čeplík i Ján Lakota zsynonimizowali Javorella z rodzajem Duvalius, stąd obecnie stosowana kombinacja.

## Morfologia
Chrząszcz o wydłużonym ciele długości od 4,3 do 5 mm i ubarwieniu rudym do brązowawego. 
Bardzo duża, nieco dłuższa niż szeroka, wielokątnie mikrosiateczkowana głowa ma głębokie i łukowate bruzdy czołowe, wypukłe i łyse policzki, włochate czułki, owalne i spłaszczone oczy złożone z góra kilkunastu omatidiów, dwie pary szczecinek supraorbitalnych oraz rozdwojony ząbek bródki. 
Małe, szersze niż dłuższe, prawie sercowate, wypukłe, pokryte wielokątnym mikrosiateczkowaniem przedplecze ma wklęsłą krawędź przednią, rozwarte kąty przednie, wydatne i ostre kąty tylne, zygzakowatą krawędź tylną oraz szerokie i głębokie dołeczki przypodstawowe. Występują na nim dwie pary szczecinek, pierwsza przed ćwiartką długości, druga w tylnych kątach. Owalne, lekko sklepione, pozbawione mikroskopowego owłosienia pokrywy mają wydatne, rozwarte kąty barkowe o zaostrzonych krawędziach, cztery wewnętrzne rzędy silnie wgłębione, rzędy bardziej zewnętrzne zaznaczone szeregami płytkich punktów oraz przeciętnie szerokie bruzdy brzegowe. Szczecinek barkowych jest cztery na każdej pokrywie; pierwsza i druga leży na wewnętrznej krawędzi bruzdy brzegowej, trzecia i czwarta nieco poza bruzdą. Szczecinki dyskalne są dwie na każdej pokrywie; pierwsza jest tak samo odległa od trzeciej i czwartej szczecinki barkowej, druga zaś leży za środkiem długości pokrywy. Odnóża są cienkie.
Genitalia samca cechują się łukowato zakrzywionym edeagusem o zaokrąglonej nabrzmiałości nasadowej, niesymetrycznym, odgiętym na lewo, przedwierzchołkowo silnie rozszerzonym i dalej zwężonym ku szczytowi płacie środkowym, zaopatrzonych w po cztery szczecinki paramerach oraz rynienkowatym, nierozdwojonym, pośrodku słabiej niż po bokach zesklerotyzowanym, na szczycie stępionym elemencie kopulacyjnym. Genitalia samicy mają zgrubiałe i zakrzywione gonokoksyty oraz masywne gonosubkoksyty. 

## Ekologia i występowanie
Gatunek palearktyczny, endemiczny dla południowo-zachodniej Serbii, znany wyłącznie z miejsca typowego na górze Javor. Troglobiont.